# Musée de l’histoire à Lubin
Le musée de l’histoire à Lubin (Pologne) est un musée présentant notamment l’histoire récente de Lubin. C'est une institution culturelle gérée par le gouvernement local. Le musée a été créé en 2016 et il a été ouvert au public le 17 mai 2018. Il est situé dans le bâtiment de l'hôtel de ville et dans le Parc Forestier (pol. Park Leśny). 
L’institution documente le développement de Lubin lors de la seconde moitié du XXe siècle, l’histoire de la Grande Guerre et de la Seconde Guerre mondiale. En outre, le musée exerce des activités d’exposition, d’édition, d’éducation, de recherche et de culture. 

## Histoire du musée

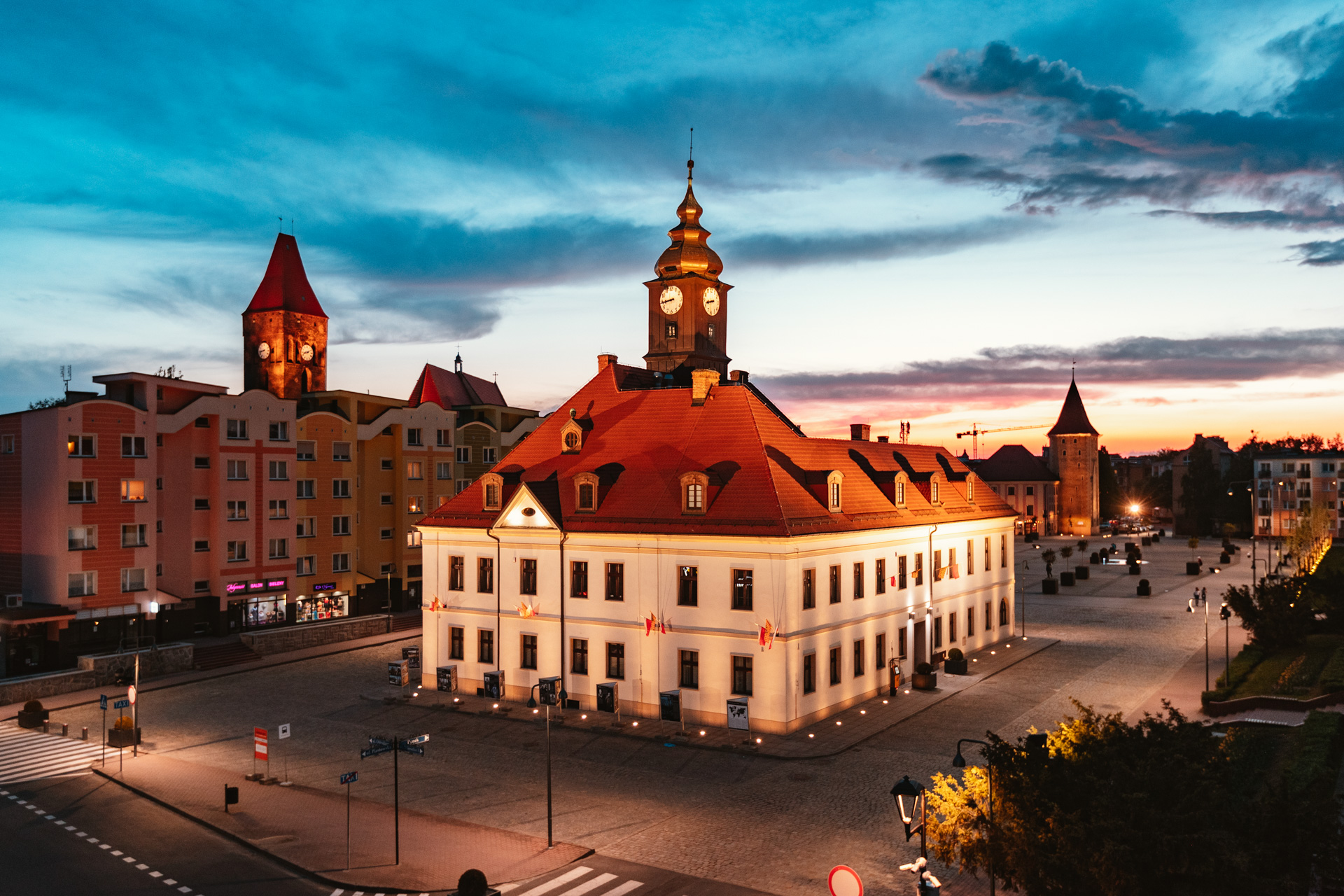
Le bâtiment mairie à Lubin, le siège du musée

Le musée de l’histoire à Lubin a été fondé sur la base de la résolution du Conseil Municipal de Lubin du 31 mai 2016 et il a été officiellement ouvert le 17 mai 2018. L’institution fonctionne sous le contrôle de la société Gmina Miejska Lubin et elle a deux emplacements. Le bâtiment mairie sert de son siège principal, tandis que le Parc Forestier à la rue Kwiatowa 9 constitue leur partie en plein air. Au départ, Ośrodek Kultury « Wzgórze Zamkowe » à la rue Mikołaja Pruzi 7,9 a aussi appartenu au musée. Le 12 février 2019, les conseillers municipaux ont décidé d’associer les deux institutions (la décision est entrée en vigueur le 1er avril 2019). L’entrée au musée et au parc sont gratuites.

## Exposition
Dans l’hôtel de ville les visiteurs peuvent voir les expositions permanentes qui présentent l’histoire de la ville et de la région dans la narration du récit. Les objets exposés, aussi que leurs répliques installées dans les salles au rez-de-chaussée et dans le grenier permettent aux visiteurs le contact direct avec les objets exposés et ils renforcent leur engagement personnel. Cet aménagement de l’espace, aussi que les solutions modernes de la domaine audio-visuel (les films, les extraits des émissions radiophoniques, les effets sonores ou les informations sur les écrans tactiles) favorisent la participation active des visiteurs et leur interaction avec les informations présentées. En plus, le musée met à disposition de visiteurs les expositions temporaires. 

## Point d’information

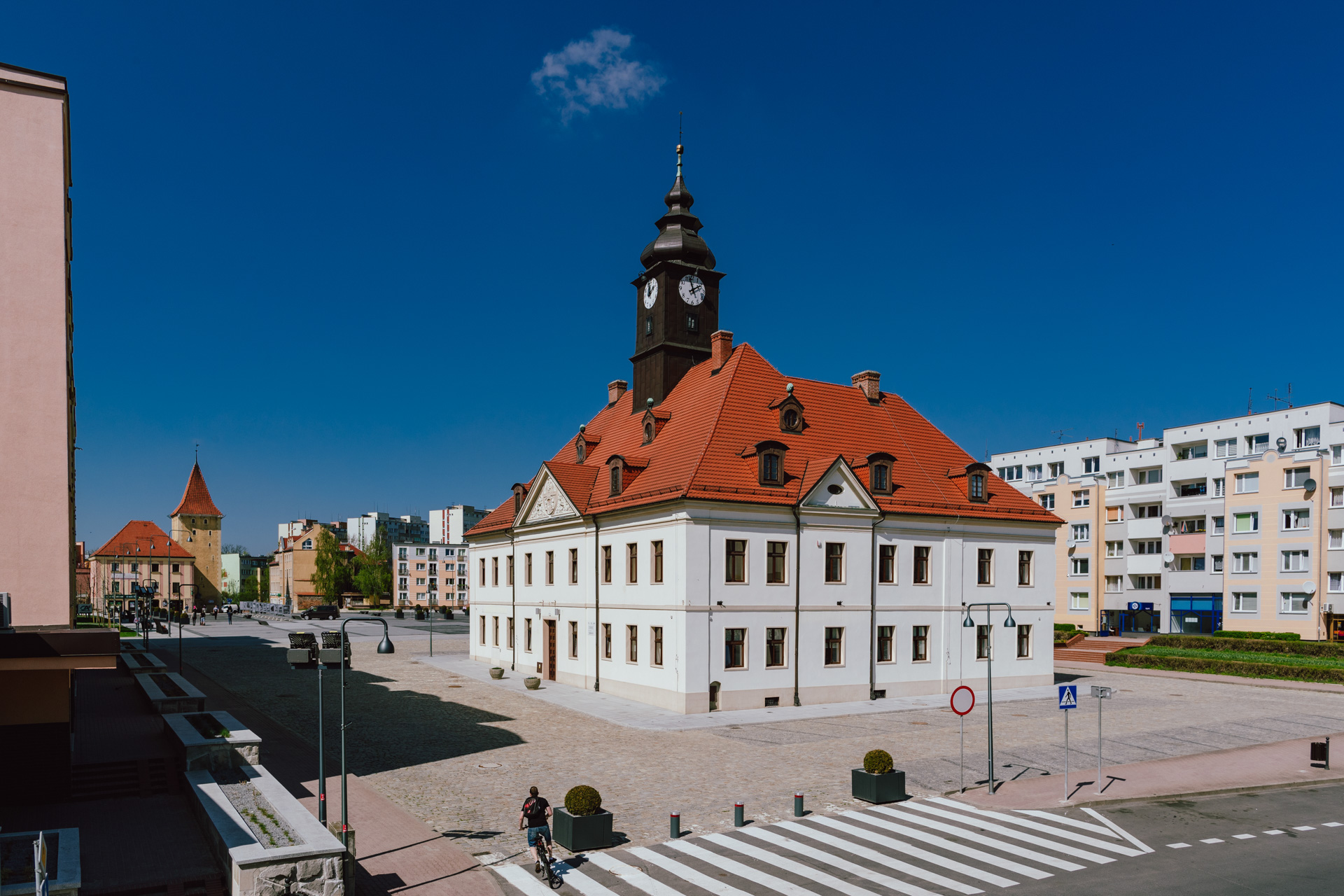
La vue générale

Situé au rez-de-chaussée, de l’ouest, le point d’information est une première étape de la visite dans le musée. Il sert de guichet d’information, de boutique et de salle de lecture avec les journaux, les hebdomadaires et les revues spécialisées. 

## Cartographie de la Basse-Silésie
Dans le hall du bâtiment, on peut voir les répliques des cartes géographiques de grand format. Ceux matériaux présentent le terrain de la Basse-Silésie, spécifiquement la ville de Lubin avec son voisinage. La carte la plus vieille de la collection est créée en 1609 à Anvers, l’une la plus récente c’est la carte géographique du district Lubin, publiée en 1831 à Wrocław. Les cartes présentées constituent une exposition permanente du musée. 

## La galerie de l'hôtel de ville
La galerie de l'hôtel de ville (Galeria Ratuszowa), la salle où les expositions permanentes de la domaine des arts audiovisuels sont présentées, se trouve au rez-de-chaussée de l'hôtel de ville.
- Licencja na sztukę. Regionalne zderzenia artystyczne, du 5 au 21 octobre 2018
- Duch miasta. Pavel Hlavaty, du 26 octobre au 3 décembre 2018
- Promocje 2018. 28. Ogólnopolski Przegląd Malarstwa Młodych, du 5 au 30 décembre 2018
- Minione dekady. Polski Plakat Filmowy, au 18 janvier au 24 février 2019
- Samarytanie z Markowej, du 19 au 31 mars 2019
- Graficzne wędrówki, du 12 avril au 11 mai 2019
- Ziemie polskie pod zaborami i Wielka Wojna, du 17 mai au 16 juin 2019
- Dolny Śląsk w XVIII wieku, du 1er au 28 juillet 2019
- Barwy, du 5 au 25 août 2019
- Nasze cechy i przywary – rysunki satyryczne Andrzeja Mleczki, du 11 octobre au 10 novembre 2019
- Atrakcyjna Polska. Historyczny plakat turystyczny i reklamowy, du 21 novembre au 31 décembre 2020
- Stanisław Ostoja-Chrostowski. Pejzaże patriotyczne, ilustracje, drzeworyty, du 6 au 31 mai 2020
- Szymon Kobyliński. Szkice historyczne, ilustracje, du 10 juin au 27 juillet 2020
- Bitwa Warszawska. Stulecie zwycięstwa, du 14 août au 20 septembre 2020
- Lubię w Lubinie, du 7 octobre au 20 décembre 2020

## Sport de Lubin
Dans le musée, on garde les photographies d’archive de Krzysztof Raczkowiak présentant les événements sportifs de Lubin des années 1970. Les visiteurs peuvent y voir aussi les trophées, les souvenirs et les photographies présentant les victoires des sportifs de Lubin. 

## Culture de Lubin
Dans le grenier, il se trouve la collection des affiches et des photographies montrant des événements culturels de Lubin de la première et de la deuxième décennie du XXIe siècle. On peut aussi y trouver les albums des groupes musicaux locaux.

## Histoire de la ville dans le cadre de la vie quotidienne
L’une de deux expositions les plus connues du musée de l’histoire est intitulée Historia miasta na tle życia codziennego (fr. L’histoire de la ville dans le cadre de la vie quotidienne). Dans la salle arrangée comme un appartement de la famille de mineur, on peut voir les conditions de vie des habitants de Lubin dans les années 1950, 1960, 1970 et 1980. L’exposition multimédia présente les appareils ménagers authentiques de la Pologne de Gierek de façon moderne. Dans chacune des quatre salles, il est présenté une décennie de la période du développement de Lubin. L’ambiance de l’époque de la République populaire de Pologne est reflétée par les archives vidéo, les photographies, les meubles et les objets quotidiens, tels que les chaussures Relaks, la vaisselle en cristal, la machine à laver ‘Frania’, les téléviseurs ou le premier ordinateur. Là, on peut écouter les entretiens avec les personnes que la génération d’aujourd’hui ne connait que des livres et des cours d’histoire. Ce sont les entrevues par exemple avec Jan Wyżykowski, avec les personnes qui sont venues à la région pour la recherche d’emploi ou avec Edward Gierek, le premier secrétaire du Comité central du Parti Ouvrier Unifié polonais (pol. Komitet Centralny Polskiej Zjednoczonej Partii Robotniczej) dans les années 1970 et 1980. Dans le musée, on peut voir aussi la première Fiat 126, appelée Maluch, et la collection des photos prises par les amateurs, les photojournalistes et les photographes : Krzysztof Raczkowiak, Kazimierz Bełz et Jerzy Kosiński. 

## Le crime de Lubin
La seconde exposition est consacrée au crime de Lubin (pol. Zbrodnia Lubińska). Elle présente les événements tragiques du 31 août 1982, où les trois mineurs : Michał Adamowicz, Mieczysław Poźniak et Stanisław Trajkowski ont été tués par la milice pendant la manifestation. L’exposition multimédia, c’est une leçon d’histoire de Lubin en constituant en même temps un hommage aux victimes. Les documents et les photographies de Krzysztof Raczkowiak et de Ryszard Bober montrent les événements de l’un des jours les plus tragiques de Lubin de l’après-guerre. Les images de grand format, les présentations multimédia, les documents et les effets sonores, tels que les cris ou les coups de feu, rendent l’atmosphère de ce jour-là. 

## Éducation
Le musée de l’histoire à Lubin adresse son activité éducative aux jeunes et aux adultes. Il organise les leçons, les cours de travaux manuels, les ateliers de photographie et d’artisanat ou les concours. Les conférences scientifiques et l’activité de l’édition du musée (par exemple la publication ‘Rocznik Muzealny’) servent de promotion et de vulgarisation de l’histoire de la région. La plupart des événements organisés par le musée, tels que la Nuit européenne des musées ou le Rallye de voitures anciennes de Lubin (pol. Lubiński Zlot Pojazdów Zabytkowych) s’inscrivent dans le cadre de sa mission éducative. 